# Верга, Исидоро
Исидоро Верга (итал. Isidoro Verga; 29 апреля 1832, Бассано-ин-Теверина, Папская область — 10 августа 1899, Рим, королевство Италия) — итальянский куриальный кардинал. Про-секретарь Священной Конгрегации Собора с 29 января 1877 по 30 июля 1878. Секретарь Священной Конгрегации Собора с 30 июля 1878 по 1884. Префект Верховного Трибунала Апостольской Сигнатуры с 31 июля 1885 по 12 ноября 1888. Префект Священной Конгрегации по делам епископов и монашествующих с 12 ноября 1888 по 1 октября 1896. Великий пенитенциарий с 1 октября 1896 по 10 августа 1899. Кардинал-дьякон с 10 ноября 1884, с титулярной диаконией Сант-Анджело-ин-Пескерия с 13 ноября 1884 по 1 июня 1891. Кардинал-дьякон с титулярной диаконией Санта-Мария-ин-Виа-Лата с 1 июня 1891 по 22 июня 1896. Кардинал-протодьякон с 1 июня 1891 по 22 июня 1896. Кардинал-священник с титулом церкви Сан-Каллисто с 22 июня по 30 ноября 1896. Кардинал-епископ Альбано с 30 ноября 1896.